# Szitányi András
Szitányi András (Budapest, 1945. május 5. – 2007. február 14.) magyar rendező.

## Pályafutása
Hegedülni négyéves korában kezdett tanulni. Középiskolai tanulmányait 1959 és 1963 között a Budapesti Zenei Gimnáziumban, majd Konzervatóriumban (Zeneművészet Szakiskola) végezte. Már elsős gimnazista korától fogva gyakran megfordult a Magyar Televízió épületében, ahol ügyelő, majd asszisztens volt. A nyári szünetekben asszisztenskedett a Szegedi Szabadtéri Játékokon Szinetár Miklós és Vámos László oldalán. 1964-től 1968-ig a Színház- és Filmművészeti Főiskola Színházrendező szakán volt hallgató, ahol Nádasdy Kálmán tanította.
Miután lediplomázott, 1968-ban a Magyar Televízió Szórakoztató osztályán kezdett dolgozni, több dokumentumfilmet, zenei témájú portrét, rock- és népzenei műsort, show-műsort, operát, operettet és tévéjátékot rendezett. Együtt dolgozott többek között az alábbi zenészekkel: Gilbert Bécaud, Rudolf Barshai, Kocsis Zoltán, Ránki Dezső, Ferencsik János, Kónya Sándor, Antonio Gades, Jurij Szimonov, Karolosz Trikolidisz. 1974-ben a montreaux-i Arany Rózsa Fesztiválon elnyerte a zsűri különdíját −1 celsius című balettfilmjével. 1979-ig volt a Magyar Televízió munkatársa, majd amerikai meghívásra New Yorkba tette át lakását. 1980 és 1985 között a Szabad Európa Rádió kulturális műsorainak producer-műsorvezetője volt. 1982-től 1991-ig saját produkciós vállalatot üzemeltetett, leforgatta az „Allegro Barbaro” című dokumentumfilmet, mely Bartók Béláról és a magyar avantgarde képzőművészetről szól. 1991-ben hazatért, szabadúszóként tevékenykedett, tanított és rendezett. A Gór Nagy Mária Színitanodában, a Columbus Oktatási Központ Riporter-iskolájában és a Budapest Média Intézetben volt tanár. A Magyar Rendezők Céhének (MRC) tagja, illetve a Magyar Rendezők Társaságának (HSD) alapító tagja volt.

## Televíziós munkái
- Talpsimogató – (1968)
- Volt egyszer egy lány – Koncz Zsuzsa-show (1969)
- Bim-bam – Harangozó Teri (1969)
- Tízezer lépés – Omega-show (1970)
- Tündér voltam Budapesten – (1970)
- Suttogva és kiabálva – Kovács Kati műsora (1971)
- Mezítláb a főúton – Zalatnay Saroltai műsora (1971)
- Esküdtszéki tárgyalás – (1971)
- Én nem tehetek róla – Koós János műsora (1972)
- Zenés TV Színház
  - Nusic–Kalinsky–Róna: A gomb (1973, vígopera)
  - Pergolesi: Az úrhatnám szolgáló (1973, vígopera)
  - Sztravinszkij–Szilágyi–Koós: A katona története (1977, bábváltozat)
  - Victor–Petőfi–Garai: Bolond Istók (1978, musical)
  - Prokofjev–Szilágyi–Koós: Klasszikus szimfónia (1980, bábváltozat)
- Mégis tálentom Kyslich – (1974)
- Két Ady novella – (1975)
- Mesenincs királyfi – musical (1991)
- Az orvos és a halál – tévéjáték (1992)